# Bodtjärnen (Ramsele socken, Ångermanland, 706444-153341)
Bodtjärnen är en sjö i Sollefteå kommun i Ångermanland och ingår i Ångermanälvens huvudavrinningsområde.